# Tiefenthal (Erlenbach bei Marktheidenfeld)
Tiefenthal ist ein Gemeindeteil der Gemeinde Erlenbach bei Marktheidenfeld im unterfränkischen Landkreis Main-Spessart in Bayern.

## Geographie

### Lage
Das Dorf Tiefenthal liegt auf 224 m ü. NHN an der Kreisstraße MSP 41. Der topographisch höchste Punkt der Gemarkung befindet sich auf 320 m ü. NHN (Lage) beim Landwehr, der niedrigste liegt am Erlenbach auf 210 m ü. NHN (Lage).

### Nachbargemarkungen
Nachbargemarkungen sind im Uhrzeigersinn im Norden beginnend Karbach, Remlingen, Homburg am Main und Erlenbach.

### Gewässer
Der Erlenbach fließt von Nordosten kommend durch die östliche Gemarkung von Tiefenthal, durch den Ort und durch die westliche Gemarkung in westlicher Richtung.

## Geschichte
Vor der Gebietsreform in Bayern war Tiefenthal eine eigenständige Gemeinde im Landkreis Marktheidenfeld, danach bis zur Eingemeindung nach Erlenbach bei Marktheidenfeld im Landkreis Main-Spessart. Tiefenthal hatte am 1. Januar 2018 eine Einwohnerzahl von 626.

## Religion
Tiefenthal ist katholisch geprägt. Die Filiale (Pfarrei St. Burkard Erlenbach b.Marktheidenfeld) St. Ägidius (Pfarreiengemeinschaft Erlenbach - Triefenstein) gehört zum Dekanat Lohr.

## Kultur und Sehenswürdigkeiten

### Baudenkmäler
Siehe: Liste der Baudenkmäler in Tiefenthal

### Bodendenkmäler
Siehe: Liste der Bodendenkmäler in Erlenbach bei Marktheidenfeld